# بيت أمير الدين (بعدان)

تعديل مصدري - تعديل

بيت امير الدين هي إحدى قرى عزلة الحيث بمديرية بعدان التابعة لمحافظة إب، بلغ تعداد سكانها 161 نسمة حسب تعداد اليمن لعام 2004.